# سعاد اللواتية
سعاد بنت محمد بن علي اللواتية (18 يونيو 1962 -)؛ أكاديمية عمانية متخصصة في الإرشاد النفسي، شغلت منصب وزيرة الفنون سابقًا في سلطنة عمان، وأول امرأة عمانية وصلت إلى منصب نائب رئيس مجلس الدولة بين عامي 2015 و2019. وقد ترأست جمعية علم النفس العمانية. كانت أستاذ الإرشاد النفسي المشارك بجامعة السلطان قابوس حتى عام 2019، ومديرة مركز الإرشاد الطلابي لفترتين، الأولى بين عامي 2000 و2006 والثانية بين عامي 2015 و2018.

## النشأة والتعليم
ولدت سعاد في مدينة مطرح بتاريخ 18 يونيو 1962. كان حب التعلم يكبر معها منذ طفولتها فقد حصلت على المركز السابع على مستوى السلطنة في الإعدادية العامة. بالإضافة إلى مشاركتها الأولى في مهرجان العيد الوطني في العام الدراسي 1975-1974، وظهورها لأول مره في مقابلة تلفزيونية في برنامج (نحو حياة أفضل) على تلفزيون سلطنة عمان؛ لتفوقها في الإعدادية العامة.
حصلت على بعثة دراسية إلى الولايات المتحدة الأمريكية لاستكمال دراستها  الجامعية الأولى في الطب، لكن أعاقتها الظروف الأسرية مما أدى أن تكمل دراستها الجامعية في الأردن وكانت الأولى على دفعة كلية التربية في الجامعة الأردنية. حصلت سعادة اللواتية على درجة الدكتوراه في الفلسفة في الإرشاد النفسي والتربوي، ودرجة الماجستير في الإرشاد النفسي والتربوي، ودرجة البكالوريوس في التربية تخصص إرشاد نفسي من الجامعة الأردنية.

## مسيرتها المهنية
تعد سعاد اللواتي أول امرأه خليجية تصل لمنصب نائب رئيس مجلس الدولة على مستوى دول الخليج. حيث كانت عضو في اللجنة الرئيسية لانتخابات مجلس الشورى عام 2003 و2007، صدر المرسوم السلطاني في تعيينها عضو لمجلس الدولة في 2007. فترأست اللجنة الاجتماعية في مجلس الدولة؛ فأعدت الكثير من الدراسات المختلفة. تم تعيينها لفترة الثانية في عام 2011، ومرة أخرى في 2015. ثم رشحت نفسها في عام 2015 فتم انتخابها من قبل أعضاء المجلس؛ لكفاءة سيرتها الذاتية، وتطوعها في مجالات عدة خلال مسيرتها المهنية.

## وزارة الفنون
استلمت سعاد محمد اللواتية وزارة شؤون الفنون التي استحدثت لأول مرة خليجيا وعربيا بمرسوم سلطاني أصدره السلطان قابوس بن سعيد. في 14 أكتوبر 2019 تم تعيينها وزيرة فيها.سعت الوزارة إلى دعم الفنانين المحليين وتشجيعهم على الإبداع والابتكار، وإقامة المعارض والفعاليات والمهرجانات الفنية محليا وخليجيا وعربيا ودوليا. حيث ينصب اهتمام الوزارة على مختلف اختصاصات الفنون المتنوعة، كالموسيقى والمسرح والسينما والتصوير والفنون التشكيلية، ولكل حقبة زمنية أولوياتها، فأولويات الوزارة وتحدياتها تتغير وفق التغييرات السريعة التي يمر بها العالم، ولكن ضمن إستراتيجية شاملة. وواصلت سعاد اللواتي من خلال وزارة شؤون الفنون إلى حفظ تاريخ عمان العريق وتنوعها الجغرافي والحضاري واستثمار هذه المكونات فنيا ضمن إستراتيجيات وضعتها نصب أعينها، لما في ذلك من مكاسب اقتصادية وثقافية، فقد تم اختيار مؤشر التنافسية للسفر والسياحة سلطنة عمان عام 2019 ضمن الدول الثلاث الأكثر أمانا للسياحة في العالم.

## الإنجازات
حصدت سعاد بنت محمد اللواتية على العديد من الجوائز والإنجازات منها؛ مشاركتها في القمة العالمية للقيادات السياسية النسائية بطوكيو 2019م، ونالت على جائزة الكفاءة العلمية في مجال تمكين المرأة في المنظمات الدولية عام 2018. كما حازت على وسام المرأة القيادية المسؤولة اجتماعيا ضمن النساء الرائدات قياديا في منطقة الخليج العربي عام 2017 م، وهي أول امرأة عمانية تصل إلى منصب نائب رئيس مجلس الدولة في نوفمبرعام 2015،
كما نالت في عام 2013 على جائزة تقديرية لدعم المعايير الأخلاقية في مهنة الإرشاد النفسي وخدمة المجتمع من الجمعية الأمريكية للإرشاد النفسي. وحازت أيضا على تكريم من جامعة السلطان قابوس بمناسبة الاحتفال باليوبيل الفضى عام 2012، وتكريم من اللجنة العليا للاحتفالات بالعيد الوطني 40 –  سباق عمان العالمي للالعاب النارية 2010. وفي عام 2007 حازت على تكريم من السلطان هيثم بن طارق كعضو فعّال ومنجز في مجلس إدارة من جمعية رعاية الأطفال المعوقين ورئاسة لجان متعددة. كما كرمت من الندوة الثالثة لتشغيل القوى العاملة بسيح  الصالحات برحابة المخيم السلطاني في شناص، لرئاسة اللجنة العلمية والاشراف على اعداد أوراق عمل النفط والغاز والكهرباء والمياه والمقاولات 2005. وتكريم من الندوة الثانية لتشغيل القوى العاملة بسيح المسرات برحابة المخيم السلطاني بولاية عبري، لعضوية اللجنة العليمة واعداد أوراق عمل في النفط والغاز والكهرباء والمياة والمقاولات والمكاتب الاستشارية 2003. كما حازت في عام 2003 و2007 على تكريم كعضو في اللجنة الرئيسية لتنظيم انتخابات مجلس الشورى، وذلك لانجاز الانتخابات والمشاركة في اللجان الفرعية كلجنة التقييم.
كانت سعاد اللواتية من أوائل الفنانين التشكيليين في سلطنة عمان فحصلت على عضوية في الجمعية العمانية للفن التشكيلي في باكورة إنشائها، كما حصدت جائزة الكفاءة العلمية في مجال تمكين المرأة على مستوى الخليج، أسست مركز الإرشاد الطلابي في جامعة السلطان قابوس عام 1999 م، وأدارته لمدة ثماني سنوات، كما نالت عضوية مجلس إدارة جمعية رعاية الأطفال المعوقين (1986- 1998)، وكانت أول امرأة عمانية حصلت على شهادة الماجستير عام  1990 وعلى درجة الدكتوراه في تخصص الإرشاد النفسي في سلطنة عمان  عام 1996، وذلك من جامعة اوريغون ستيت في الولايات المتحدة الأمريكية.
كما حازت اللواتية على تكريم نظير مساهمتها الفعالة في رفع مستوى المنتخب العماني لكرة القدم في خليجي 17. كما نالت على جائزة من النادي الثقافي للحصول على شهادة الماجستير في الإرشاد النفسي بامتياز مع مرتبة الشرف 1990.
مثلت اللواتية سلطنة عمان في اتحاد قيادات المرأة العربية التابع لمنظومة العمل العربي المشترك لجامعة الدول العربية، عضو هيئة تدريس بالكلية المتوسطة للمعلمات ومعهد المعلمات 1983 - 1986م، كما حصدت جائزة الأولى على دفعة طلبة علم النفس بكلية التربية الجامعة الأردنية 1980و 1981، وجائزة تقديرية من مرسم الجامعة الأردنية بمناسبة المعرض الفني الأول للطلبة الفنانين في الجامعة الأردنية 1981.
أصدرت سعاد بنت محمد اللواتية 22 كتابًا وأكثر من 70 بحثا أكاديميا منشورا في دوريات علمية محكمة بالإضافة إلى 22 تقريرا فنيا، وترأست أكثر من83 لجنة بالإضافة إلى عضوية لجان أخرى كثيرة خلال مسيرتها المهنية، كما حصلت على أكثر من 66 شهادة شكر وتقدير من مؤسسات القطاع العام والخاص والأهلي. 

## عضويات
- عضو لجنة الموارد البشرية بين عامي 2011 و2015.
- اتحاد قيادات المرأة العربية التابع لمنظومة العمل العربي المشترك بجامعة الدول العربية ممثلة سلطنة عمان.
- تحاد المبدعين العرب، العضو في الأمم المتحدة.

## أعمالها
- سفير دولي للمسؤولية المجتمعية 2021.